# Kiếm Trung Quốc

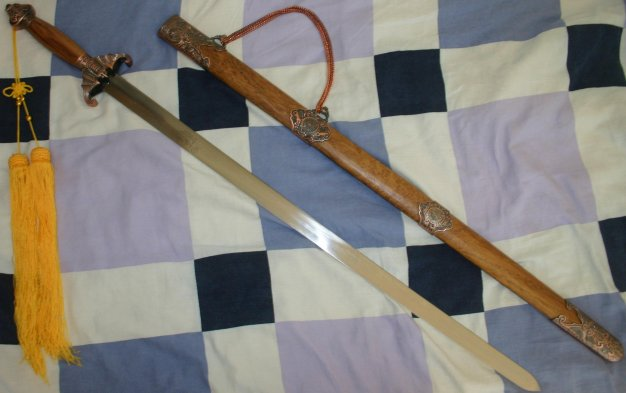
Một thanh kiếm Trung Quốc điển hình.

Tại Trung Quốc, Kiếm (tiếng Trung: Jian/劍) là một loại vũ khí lạnh truyền thống, có thân thon và thẳng, đầu nhọn và có hai lưỡi sắc bén, được rèn bằng kim loại như đồng hoặc thép. Nó có thể được sử dụng bằng một hoặc cả hai tay để đâm hoặc chém. Các ghi chép tài liệu bắt đầu xuất hiện vào thời Xuân Thu vào thế kỷ thứ 7 trước Công nguyên và nó có lịch sử hơn 2.500 năm ở Trung Quốc. 
Trong số các loại vũ khí của Trung Quốc, kiếm có một địa vị đặc biệt và được mệnh danh là vua của các loại vũ khí bên cạnh đao, thương và côn. Vào thời Xuân Thu - Chiến Quốc cũng như thời Tần, Hán, các hoàng đế, hoàng tử và thậm chí cả quan lại học giả đều có tục lệ đeo kiếm để chứng tỏ mình. Môn võ sử dụng kiếm làm vũ khí gọi là kiếm thuật (Jianshu/劍術) và người sử dụng kiếm để ám sát hoặc chiến đấu được gọi là kiếm khách (Jianke/劍客).

## Tên gọi
Ở Trung Quốc, kiếm ban đầu được dùng để chỉ tất cả các loại vũ khí ngắn cầm tay, chữ kiếm lại này bắt nguồn từ chữ đao (刀). Trong thời kỳ đầu, kiếm và đao đồng nghĩa với nhau là đều dùng để chỉ vũ khí ngắn. Sau thời nhà Tống, đao và kiếm được phân biệt rõ rệt, loại một lưỡi thì gọi là đao còn loại hai lưỡi thì goị là kiếm.

## Cấu tạo
Thanh kiếm chủ yếu được chia thành hai phần, chuôi kiếm và thân kiếm. Chuôi kiếm là bộ phận cầm tay, còn thân kiếm là bộ phận có lưỡi dài.
- Cán kiếm: trọng lượng đầu, chuôi kiếm (cân kiếm), tua kiếm
- Thân kiếm: gáy, lưỡi kiếm, mũi kiếm, sống lưng có rãnh máu

Thường có một lưới kiếm giữa chuôi kiếm và thân kiếm , được thiết kế để bảo vệ bàn tay của người cầm kiếm khỏi bị thương do vô tình, một số thanh kiếm nghi lễ sẽ được trang trí bằng睚睚như một lưới kiếm. Vỏ đựng thanh kiếm được gọi là bao kiếm.
1. ↑  “《說文解字》：「人所帶兵也，從刃僉聲。籀文從刀。」”. |url= trống hay bị thiếu (trợ giúp)